# Предястие
Предястието (на френски: entrée) в съвременното френско сервиране на маса и това на голяма част от англоговорещия свят (с изключение на САЩ и части от Канада) е ястие, сервирано преди основното ястие при хранене. Извън Северна Америка обикновено е синоним на термините ордьовър, апетайзер или starter. Може да е първото сервирано ястие, или да последва супа или друго малко ястие или ястия. В Съединените щати и части от Канада терминът предястие се отнася до основното ястие или единственото ястие от храненето.

## Произход
Думата предястие (entrée) като кулинарен термин се появява за пръв път около 1536 г., в Petit traicté auquel verrez la maniere de faire cuisine, в колекция от менюта в края на книгата. Там всяко хранене следва следния ред:
1. първият етап се нарича entree de table (въвеждане към масата);
2. вторият етап се състои от potaiges (храни, варени или задушени в съд);
3. третият етап се състои от една или повече services de rost (месо или птици, „печени“ на суха топлина);
4. последният етап е issue de table (приключване масата).

Тези четири етапа на хранене се появяват последователно в този ред във всички книги, произтичащи от Petit traicté.
Термините entree de table и issue de table са организиращи думи, „описващи структурата на храната, а не самата храна“. Термините potaiges и rost показват методите на готвене, но не и съставките. Менютата обаче дават известна представа както за съставките, така и за методите на готвене, характерни за всеки етап от храненето.
Кренвирши, карантия и сурови „воднисти“ плодове (портокали, сливи, праскови, кайсии и грозде) очевидно се считат за уникално подходящи за започване на храненето, тъй като тези храни се появяват само в предястието. Някои други ястия се сервират в предястието, а също и в по-късните етапи от храненето, като например дивеч, приготвен по различни начини (entree – предястия, potaiges – варени или задушени храни в съд, и rost – печене) и пикантни пайове и подправени меса (entree и rost) Разпределението на ястия е много подобно на това в менютата в Ménagier de Paris, написани 150 години преди Petit traicté.